# Бахчёвка
Бахчёвка  (до 1948 года Ак-Сака́л-Мерки́т; укр. Бахчівка, крымскотат. Aqsaqal Merkit, Акъсакъал Меркит) — село в Раздольненском районе Республики Крым, входит в состав Серебрянского сельского поселения (согласно административно-территориальному делению Украины — Серебрянского сельского совета Автономной Республики Крым)

## Население
| 2001 | 2014 |
| ---- | ---- |
| 203  | ↘46  |

Всеукраинская перепись 2001 года показала следующее распределение по носителям языка
| Язык             | Процент |
| ---------------- | ------- |
| русский          | 56.65   |
| крымскотатарский | 29.06   |
| украинский       | 14.29   |

### Динамика численности
| - 1806 год — 78 чел. - 1889 год — 39 чел. - 1892 год — 8 чел. - 1900 год — 146 чел. - 1915 год — 66 чел. - 1926 год — 82 чел. | - 1939 год — 89 чел. - 1989 год — 132 чел. - 2001 год — 203 чел. - 2009 год — 136 чел. - 2014 год — 46 чел. |

## Современное состояние
На 2016 год в Бахчёвке числится 4 улицы; на 2009 год, по данным сельсовета, село занимало площадь 45,2 гектара, на которой в 38 дворах проживало 136 человек.

## География
Бахчёвка — село в центре района, в степном Крыму, высота центра села над уровнем моря — 76 м. Ближайшие населённые пункты — Каштановка в 3,5 км на запад и Соколы в 3 км на север. Расстояние до райцентра около 29 километров (по шоссе), ближайшая железнодорожная станция — Евпатория — примерно 55 километров. Транспортное сообщение осуществляется по региональной автодороге 35Н-423 Каштановка — Бахчёвка (по украинской классификации — С-0-11103).

## История
Первое документальное упоминание села встречается в Камеральном Описании Крыма… 1784 года, судя по которому, в последний период Крымского ханства Шет Месеиз входил в Мангытский кадылык Козловскаго каймаканства. После присоединения Крыма к России (8) 19 апреля 1783 года, (8) 19 февраля 1784 года, именным указом Екатерины II сенату, на территории бывшего Крымского ханства была образована Таврическая область и деревня была приписана к Евпаторийскому уезду. После павловских реформ, с 1796 по 1802 год входила в Акмечетский уезд Новороссийской губернии. По новому административному делению, после создания 8 (20) октября 1802 года Таврической губернии, Аксакал-Меркит был включён в состав Хоротокиятской волости Евпаторийского уезда.
По Ведомости о волостях и селениях, в Евпаторийском уезде с показанием числа дворов и душ… от 19 апреля 1806 года в деревне Аксакал-Меркит числилось 8 дворов, 77 крымских татар и 1 ясыр. На военно-топографической карте генерал-майора Мухина 1817 года деревня Ак сакал меркет обозначена с 9 дворами. После реформы волостного деления 1829 года Аксакал Меркет, согласно «Ведомости о казённых волостях Таврической губернии 1829 года» определили центром Аксакал-Меркитской волости (переименованной из Хоротокиятской). На карте 1836 года в деревне 13 дворов. Затем, видимо, в результате эмиграции крымских татар, деревня заметно опустела и на карте 1842 года Ак-Сакал-Меркит обозначен условным знаком «малая деревня», то есть, менее 5 дворов.
В 1860-х годах, после земской реформы Александра II, деревню приписали к Биюк-Асской волости. Согласно «Памятной книжке Таврической губернии за 1867 год», деревня была покинута, в результате эмиграции крымских татар, особенно массовой после Крымской войны 1853—1856 годов, в Турцию и лежала в развалинах. Если на трехверстовой карте 1865 года Ак-Сакал-Меркит ещё обозначен, то, на карте, с корректурой 1876 года его уже нет. Время нового заселения деревни пока не установлено, в «Памятной книге Таврической губернии 1889 года», по результатам Х ревизии 1887 года, в Ак-Сакал-Мерките уже числилось 5 дворов и 39 жителей. Согласно «…Памятной книжке Таврической губернии на 1892 год», в деревне Ак-Сакал-Меркит, входившей в Кадышский участок, было 8 жителей в 1 домохозяйстве.
Земская реформа 1890-х годов в Евпаторийском уезде прошла после 1892 года, в результате Аксакал-Меркит приписали к Агайской волости. По «…Памятной книжке Таврической губернии на 1900 год» в деревне числилось 146 жителей (из них 11 в 1 доме на вакуфе) в 14 дворах. Согласно энциклопедическому словарю «Немцы России» в это время в деревне поселились крымские немцы лютеране. По Статистическому справочнику Таврической губернии. Ч.II-я. Статистический очерк, выпуск пятый Евпаторийский уезд, 1915 год, в деревне Аксакал-Меркит Агайской волости Евпаторийского уезда числилось 8 дворов с русским населением в количестве 66 человек приписных жителей, из которых 32 мужчины и 34 женщина. Жители владели 800 десятинами удобной земли. В хозяйствах имелось 70 лошадей, 8 волов, 12 коров и 36 голов мелкого скота На одноимённом хуторе — 5 дворов также с русским населением в количестве 42 человек приписных (20 мужчин и 22 женщины, 790 десятин удобной земли, 60 лошадей, 17 волов, 9 коров, 43 головы мелкого скота).
После установления в Крыму Советской власти, по постановлению Крымревкома от 8 января 1921 года № 206 «Об изменении административных границ» была упразднена волостная система и в составе Евпаторийского уезда был образован Бакальский район, в который включили село, а в 1922 году уезды получили название округов. 11 октября 1923 года, согласно постановлению ВЦИК, в административное деление Крымской АССР были внесены изменения, в результате которых округа были отменены, Бакальский район упразднён и село вошло в состав Евпаторийского района. Согласно Списку населённых пунктов Крымской АССР по Всесоюзной переписи 17 декабря 1926 года, в селе Ак-Сакал-Меркит, Бий-Орлюкского сельсовета Евпаторийского района, числилось 14 дворов, все крестьянские, население составляло 67 человек, из них 31 немец, 28 русских, 7 украинцев, 1 чех; в хуторе Ак-Сакал-Меркит, того же сельсовета, было 15 человек, из них 11 немцев, 2 украинца, 2 латыша. Постановлением ВЦИК РСФСР от 30 октября 1930 года был создан Фрайдорфский еврейский национальный район (переименованный указом Президиума Верховного Совета РСФСР № 621/6 от 14 декабря 1944 года в Новосёловский) (по другим данным 15 сентября 1931 года) и Ак-Сакал-Меркит включили в его состав, а после создания в 1935 году Ак-Шеихского района (переименованного в 1944 году в Раздольненский) включили в состав нового. По данным всесоюзная перепись населения 1939 года в селе проживало 89 человек. Вскоре после начала Великой Отечественной войны, 18 августа 1941 года крымские немцы были выселены, сначала в Ставропольский край, а затем в Сибирь и северный Казахстан.
С 25 июня 1946 года Ак-Сакал-Меркит в составе Крымской области РСФСР. Указом Президиума Верховного Совета РСФСР от 18 мая 1948 года, Ак-Сакал-Меркит переименовали в Бахчевку. 26 апреля 1954 года Крымская область была передана из состава РСФСР в состав УССР. Время включения в Славянский сельсовет пока не установлено: на 15 июня 1960 года село уже числилось в его составе.
Указом Президиума Верховного Совета УССР «Об укрупнении сельских районов Крымской области», от 30 декабря 1962 года Раздольненский район был упразднён и село присоединили к Черноморскому. 1 января 1965 года, указом Президиума ВС УССР «О внесении изменений в административное районирование УССР — по Крымской области», вновь включили в состав Раздольненского. На 1 июня 1968 года Бахчёвка входила в состав Берёзовского сельсовета, на 1 января 1977 года — в составе нынешнего. По данным переписи 1989 года в селе проживало 132 человек. С 12 февраля 1991 года село в восстановленной Крымской АССР, 26 февраля 1992 года переименованной в Автономную Республику Крым. С 21 марта 2014 года в составе Крыма аннексирована Россией.